# Ingria
Ingria (tiếng Phần Lan: Inkeri hoặc Inkerinmaa; tiếng Nga: Ингрия, Ingriya, Ижора, Izhora, hoặc Ингерманландия, Ingermanlandiya; tiếng Thụy Điển: Ingermanland; tiếng Estonia: Ingeri or Ingerimaa) đề cập đến sông Neva trong lưu vực là Một khu vực được bao quanh bởi vịnh Phần Lan, sông Narva, Peipus và Ladoga. Thành phủ của nó là Sankt Peterburg. Đối với Nga, khu vực này là xuất khẩu của Nga sang Biển Baltic và Tây Âu, vì vậy Nga đã nhiều lần cạnh tranh với các quốc gia khác cho địa điểm này trong lịch sử.
Người Izhoria chính thống, cùng với người bỏ phiếu, là người bản địa của Ingria lịch sử. Với sự hợp nhất của Rus' Kiev và sự mở rộng của Cộng hòa Novgorod ở phía bắc, người Ingria bản địa đã trở thành Chính thống giáo Hy Lạp. Ingria trở thành một tỉnh của Thụy Điển trong Hiệp ước Stolbovo năm 1617 chấm dứt Chiến tranh Ingria, một cuộc chiến giữa Thụy Điển và Nga. Sau cuộc chinh phạt của Thụy Điển vào năm 1617, người Phần Lan Ingria, hậu duệ của những người Giáo hội Luther di cư thế kỷ 17 từ Phần Lan ngày nay, trở thành đa số ở Ingria. Năm 1710, sau một cuộc chinh phạt của Nga, Ingria được chỉ định là tỉnh Sankt Peterburg. Trong Hiệp ước Nystad năm 1721, Thụy Điển chính thức nhượng Ingria cho Nga. Năm 1927, chính quyền Liên Xô đã chỉ định khu vực này là tỉnh Leningrad. Các vụ trục xuất của người Phần Lan Ingria bắt đầu vào cuối những năm 1920 và việc Nga hóa đã gần hoàn thành vào những năm 1940. Kể từ năm 2015, Ingria tạo thành mỏ neo phía tây bắc của Nga, "cửa sổ" của nó trên Biển Baltic cùng với Sankt Peterburg là trung tâm của nó.
Ingria nói chung không bao giờ hình thành một quốc gia (so sánh tuy nhiên Bắc Ingria); Người Ingria, được hiểu là cư dân của Ingria bất kể sắc tộc, khó có thể nói là một quốc gia, mặc dù Liên Xô đã công nhận "quốc tịch" của họ; Là một nhóm dân tộc, người Ingria thích hợp, người Izhoria, gần tuyệt chủng cùng với ngôn ngữ của họ . Mặc dù vậy, nhiều người vẫn nhận ra di sản Ingria của họ.
Ingria lịch sử bao gồm cùng một khu vực với Gatchinsky, Kingiseppsky, Kirovsky (huyện của Leningrad), Lomonosovsky, Tosnensky, Volosovsky và Vsevolozhsky các huyện hiện đại Leningrad cũng như thành phố Sankt Peterburg.